# Rhynchoheterotricha stuckenbergae
Rhynchoheterotricha stuckenbergae är en tvåvingeart som beskrevs av Freeman 1960. Rhynchoheterotricha stuckenbergae ingår i släktet Rhynchoheterotricha och familjen Rangomaramidae. Inga underarter finns listade i Catalogue of Life.